# Administrativní dělení Faerských ostrovů
Faerské ostrovy jsou autonomním ostrovním územím Dánského království. Na rozdíl od pevninského Dánska nejsou Faerské ostrovy součástí Evropské unie.
Administrativní dělení Faerských ostrovů má tři úrovně:
- 6 krajů (faersky sýslur)
- 7 volebních okrsků - jeden z krajů je tvořen dvěma okrsky
- 29 obcí (faersky kommunur)

## Kraje

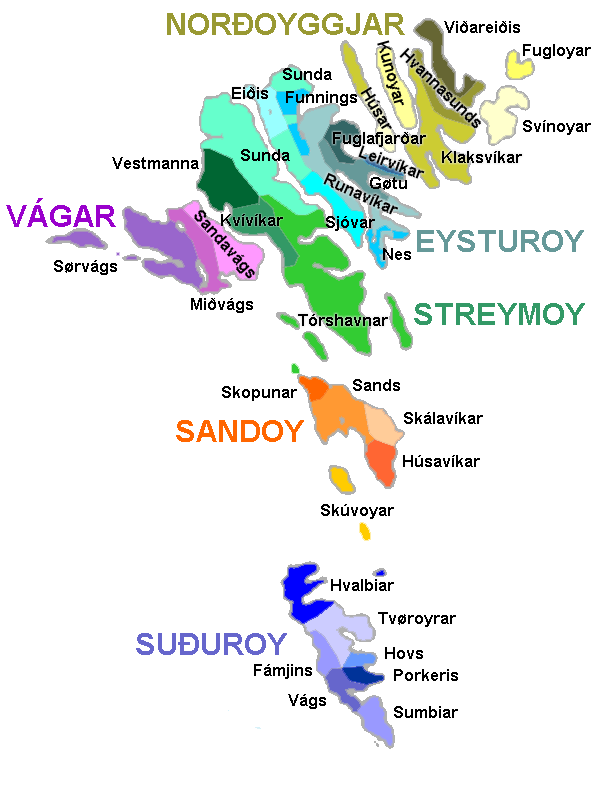
Kraje Faerských ostrovů

| Kraj          | Ostrovy                                 |
| ------------- | --------------------------------------- |
| STREYMOY      | Streymoy Koltur Hestur Nólsoy           |
| EYSTUROY      | Eysturoy                                |
| VÁGAR         | Mykines Vágar                           |
| SUÐUROY       | Suðuroy Lítla Dímun                     |
| SANDOY        | Sandoy Stóra Dímun Skúvoy               |
| NORÐUROYGGJAR | Borðoy Fugloy Kalsoy Kunoy Svínoy Viðoy |

## Volební okrsky
Volební okrsky kopírovaly kraje až na výjimku kraje a ostrova Streymoy, který je rozdělen na Norðstreymoy (Severní Streymoy) a Suðurstreymoy (Jižní Streymoy). Dnes mají Faerské ostrovy jen jeden volební okrsek.

## Obce
Od ledna 2009 se Faerské ostrovy skládají z 29 obcí. Před tímto datem jich bylo 34 a jestě dříve 48. Dnešních 29 vzniklo postupným sloučením některých menších.
| - Eiðis kommuna - Fámjins kommuna - Fuglafjarðar kommuna - Fugloyar kommuna - Funnings kommuna - Gøtu kommuna - Hovs kommuna - Húsa kommuna - Húsavíkar kommuna - Hvalbiar kommuna - Hvannasunds kommuna |  | - Klaksvíkar kommuna - Kunoyar kommuna - Kvívíkar kommuna - Leirvíkar kommuna - Miðvágs kommuna - Nes kommuna - Porkeris kommuna - Runavíkar kommuna - Sandavágs kommuna - Sands kommuna - Sjóvar kommuna |  | - Skálavíkar kommuna - Skopunar kommuna - Skúvoyar kommuna - Sumbiar kommuna - Sunda kommuna - Svínoyar kommuna - Sørvágs kommuna - Tórshavnar kommuna - Tvøroyrar kommuna - Vágs kommuna - Vestmanna kommuna - Viðareiðis kommuna |